# 埃皮讷勒舍夫勒伊
埃皮讷勒舍夫勒伊（法語：Épineu-le-Chevreuil，法語發音：[epinø lə ʃəvʁœj]）是法国萨尔特省的一个市镇，属于拉弗莱什区。

## 地理
埃皮讷勒舍夫勒伊（48°2'17"N, 0°6'57"W）面积14.7 平方千米，位于法国卢瓦尔河地区大区萨尔特省，该省份为法国西北部内陆省份，北起顺时针与奥恩省、厄尔-卢瓦省、卢瓦-谢尔省、安德尔-卢瓦尔省、曼恩-卢瓦尔省和马耶讷省接壤，是法国大西部的入口，连接卢瓦尔河谷、布列塔尼和巴黎盆地。
与埃皮讷勒舍夫勒伊接壤的市镇（或旧市镇、城区）包括：沙西耶、茹埃昂沙尔尼。

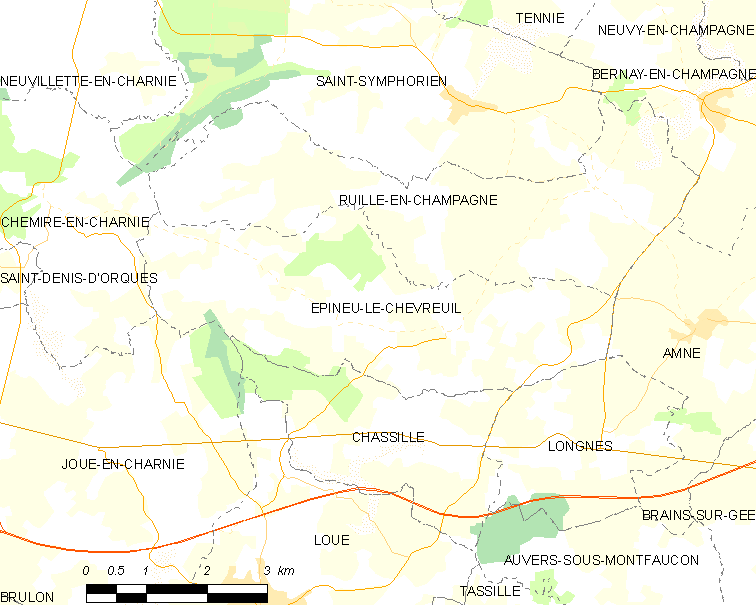
埃皮讷勒舍夫勒伊的OSM定位图

埃皮讷勒舍夫勒伊的时区为UTC+01:00、UTC+02:00（夏令时）。

## 行政
埃皮讷勒舍夫勒伊的邮政编码为72540，INSEE市镇编码为72126。

## 政治
埃皮讷勒舍夫勒伊所属的省级选区为卢埃县。

## 人口

1962-2008年间埃皮讷勒舍夫勒伊人口变化图示

埃皮讷勒舍夫勒伊于2022年1月1日时的人口数量为290人。